# 丹尼丝·奥沙利文
丹尼丝·丽贝卡·奥沙利文（英語：Denise Rebecca O'Sullivan；1994年2月4日—），爱尔兰共和国女子足球运动员，司职中场，目前效力于北卡罗来纳勇气和爱尔兰共和国国家女子足球队。她曾代表爱尔兰参加2023年国际足联女子世界杯。